# لزیرک
لزیرک، روستایی از توابع بخش لاریجان شهرستان آمل در استان مازندران ایران است.

## جمعیت
این روستا در دهستان بالا لاریجان قرار داشته و براساس آخرین سرشماری مرکز آمار ایران که در سال ۱۳۸۵ صورت گرفته، جمعیت آن … نفر (* خانوار) بوده‌است.